# Championnat d'Algérie de football 2011-2012
Navigation
Ligue 1
2010-2011 Ligue 1
2012-2013
La saison 2011-2012 du Championnat d'Algérie de football appelé Ligue Professionnelle 1 (LP1) débute le 10 septembre 2011 et se termine le 19 mai 2012. C'est la 50e édition du championnat d'Algérie et le 2e championnat professionnel de l'histoire. Il oppose 16 clubs.

## Équipes
| \| 0JSMB JSK 0USMAn WAT CABBA ESS MCO MCS MCEE ASO ASK USMB USMA0&0MCA · USMH0&0CRB USMA CAB \| Localisation des clubs |
| 0JSMB JSK 0USMAn WAT CABBA ESS MCO MCS MCEE ASO ASK USMB USMA0&0MCA · USMH0&0CRB USMA CAB                              |

### Participants et Location
Légende des couleurs
- Qualifié pour la Ligue des champions de la CAF 2012
- Qualifié pour la Coupe de la confédération 2012
- Promu de Ligue 2 2010-2011

| Club           | Dernière montée | Classement 2010-2011 | Stade                       | Capacité |
| -------------- | --------------- | -------------------- | --------------------------- | -------- |
| AS Khroub      | 2007            | 8                    | Stade Abed-Hamdani          | 8 000    |
| ASO Chlef      | 2002            | 1                    | Stade Mohamed-Boumezrag     | 18 000   |
| CA Batna       | 2011            | 3 (L2)               | Stade du 1er novembre 1954  | 20 000   |
| CR Belouizdad  | 1989            | 5                    | Stade du 20 août 1955       | 12 000   |
| CS Constantine | 2011            | 1 (L2)               | Stade Mohamed-Hamlaoui      | 25 000   |
| ES Sétif       | 1997            | 3                    | Stade du 8 mai 1945         | 25 000   |
| JS Kabylie     | 1969            | 11                   | Stade du 1er novembre 1954  | 20 000   |
| JSM Béjaïa     | 2006            | 2                    | Stade de l'Unité Maghrébine | 17 500   |
| MC Alger       | 2003            | 10                   | Stade Omar-Hamadi           | 15 000   |
| MC El Eulma    | 2008            | 13                   | Stade Messaoud-Zougar       | 15 000   |
| MC Oran        | 2009            | 7                    | Stade Ahmed-Zabana          | 35 000   |
| MC Saïda       | 2010            | 6                    | Stade des frères Braci      | 20 000   |
| NA Hussein Dey | 2011            | 2 (L2)               | Stade du 20 août 1955       | 12 000   |
| USM Alger      | 1995            | 9                    | Stade Omar-Hamadi           | 15 000   |
| USM El Harrach | 2008            | 4                    | Stade du 1er novembre 1954  | 8 000    |
| WA Tlemcen     | 2009            | 12                   | Complexe sportif Akid Lotfi | 18 000   |

### Informations équipes
| Club           | Entraîneur         | Capitaine           | Équipementier | Sponsor(s)                                                         |
| -------------- | ------------------ | ------------------- | ------------- | ------------------------------------------------------------------ |
| AS Khroub      | El Hadi Khezzar    | Lamara Douicher     | Sarson        | Soummam / Ennahar                                                  |
| ASO Chlef      | Noureddine Saâdi   | Samir Zaoui         | Nike          | Nedjma / Hodna Lait / Le ciment de Chlef                           |
| CA Batna       | Amer Jamil         | Mohamed Saïdi       | Joma          | Hodna Lait                                                         |
| CR Belouizdad  | Djamel Menad       | Karim Maâmeri       | Joma          | Nedjma / CNEP / Le Temps / Wakt El Djazair / Bellat                |
| CS Constantine | Rachid Bouarrata   | Zoubir Zemit        | KCS           | Hodna Lait                                                         |
| ES Sétif       | Alain Geiger       | Mourad Delhoum      | Adidas Joma   | Djezzy / Safcer / SCAEK / Echorouk                                 |
| JS Kabylie     | Mourad Karouf      | Ali Rial            | Erreà Altea   | Nedjma / Peugeot / Echorouk                                        |
| JSM Béjaïa     | Fouad Bouali       | Brahim Zafour       | Uhlsport      | Nedjma / General Emballage / Ramdy / Cevital / ECI Boudiab         |
| MC Alger       | François Bracci    | Réda Babouche       | Joma          | Djezzy / Opel / Peaudouce / Echorouk TV                            |
| MC El Eulma    | Madjid Taleb       | Abdenour Mahfoudhi  | Adidas        | Nedjma / MaproGaz / Trefisoud                                      |
| MC Oran        | Raoul Savoy        | Abdelmadjid Benatia | Baliston      | Nedjma / Ifri / Hodna Lait / Propal / Aigle Azur / Zerouati Bechar |
| MC Saïda       | Toufik Rouabah     | Merouane Kial       | Sarson        | CCI El Ogbane                                                      |
| NA Hussein Dey | Chaâbane Merzekane | Abderraouf Natèche  | Uhlsport      | Echorouk                                                           |
| USM Alger      | Meziane Ighil      | Khaled Lemmouchia   | Nike          | Sonelgaz / Djezzy / Le Temps / Wakt El Djazair / ETRHB             |
| USM El Harrach | Boualem Charef     | Adlène Griche       | Patrick       | Nedjma / Tahkout Mahieddine Transport / Boulabe Boulons            |
| WA Tlemcen     | Abdelkader Amrani  | Anwar Boudjakdji    | Sarson        | Aigle Azur                                                         |

## Compétition

### Classement
Le classement est établi sur le barème de points classique (victoire à 3 points, match nul à 1, défaite à 0).
- Critères de départage:

1. plus grand nombre de points obtenus durant toute la saison joués entre les équipes en question ;
2. plus grande différence de buts obtenue par une équipe durant toute la saison joués entre les équipes en question ;
3. plus grande différence de buts obtenue par une équipe sur l'ensemble des matchs joués par les équipes en question ;
4. Le plus grand nombre de buts marqués par une équipe sur l'ensemble des matchs joués par les équipes en question ;
5. match d'appui avec prolongation éventuelle et tirs au but est organisé par la ligue sur terrain neutre[1].

Note : à la fin de la saison la LFP (Ligue de Football Professionnelle) a changé les règles de départage en optant pour la 2e loi et non pas la 1re, ceci comme lors de la saison 1993-1994.
l'ESS est donc déclarée championne, lors de la 29e journée, en fonction des critères ci-dessous :
Note du CAF : Article 14
En cas d’égalité de points entre deux équipes ou plus, au terme des matches de groupe, les équipes seront départagées selon les critères suivants :
- 14.1 : le plus grand nombre de points obtenus lors des rencontres entre les équipes concernées, soit ESS - JSMB, 3pts vs 3pts.
- 14.2 : la meilleure différence de buts lors des rencontres entre les équipes concernées, soit ESS - JSMB, 0:0.
- 14.3 : le plus grand nombre de buts marqués lors des rencontres entre les équipes concernées, soit ESS - JSMB, 4:4.
- 14.4 : le plus grand nombre de buts marqués en déplacement dans les rencontres directes entre les équipes concernées, soit ESS - JSMB, 3:2.
- 14.5 : la différence de buts sur l’ensemble des parties disputées dans le groupe.
- 14.6 : le plus grand nombre de buts marqués sur l’ensemble des matches de groupe.
- 14.7 : un tirage au sort effectué par le Comité d’organisation de la CAF.

Article 115 : Les règles ont été adoptées par le Comité exécutif de la CAF le 29 janvier 2011, et entrent en vigueur le 29 janvier 2011.
| Rang | Équipe           | Pts | J  | G  | N  | P  | Bp | Bc | Diff |
| ---- | ---------------- | --- | -- | -- | -- | -- | -- | -- | ---- |
| 1    | ES Sétif C       | 53  | 30 | 16 | 5  | 9  | 53 | 40 | +13  |
| 2    | JSM Béjaia       | 53  | 30 | 15 | 8  | 7  | 40 | 26 | +14  |
| 3    | USM Alger        | 52  | 30 | 15 | 7  | 8  | 37 | 25 | +12  |
| 4    | CR Belouizdad    | 48  | 30 | 13 | 9  | 8  | 34 | 28 | +6   |
| 5    | ASO Chlef T      | 47  | 30 | 14 | 5  | 11 | 41 | 34 | +7   |
| 6    | MC Alger         | 44  | 30 | 11 | 11 | 8  | 35 | 33 | +2   |
| 7    | CA Batna P       | 44  | 30 | 12 | 8  | 10 | 38 | 25 | +13  |
| 8    | WA Tlemcen       | 44  | 30 | 12 | 8  | 10 | 39 | 37 | +2   |
| 9    | JS Kabylie       | 41  | 30 | 10 | 11 | 9  | 29 | 23 | +6   |
| 10   | USM El Harrach   | 38  | 30 | 11 | 5  | 14 | 28 | 31 | -3   |
| 11   | MC El Eulma      | 38  | 30 | 10 | 8  | 12 | 38 | 39 | -1   |
| 12   | CS Constantine P | 36  | 30 | 8  | 12 | 10 | 35 | 42 | -7   |
| 13   | MC Oran          | 35  | 30 | 9  | 8  | 13 | 38 | 51 | -13  |
| 14   | AS Khroub        | 31  | 30 | 7  | 10 | 13 | 23 | 46 | -23  |
| 15   | NA Hussein Dey P | 26  | 30 | 5  | 11 | 14 | 29 | 39 | -10  |
| 16   | MC Saïda         | 24  | 30 | 6  | 6  | 18 | 28 | 46 | -18  |

Qualifications africaines
Ligue des champions de la CAF 2013
- 1er : premier tour
- 2e : tour préliminaire

Coupe de la confédération 2013
- 3e : premier tour

Coupe de l'UAFA 2012-2013
- 3e et 4e : premier tour

Relégation
- Relégation en Ligue 2

Abréviations
T: Tenant du titre

C: Vainqueur de la Coupe d'Algérie 2011-2012

P: Promus de Ligue 2

### Résultats
| Résultats (▼dom., ►ext.)                                   | ASK | ASOC | CAB | CRB | CSC | ESS | JSK | JSMB | MCA | MCEE | MCO | MCS | NAHD | USMA | USMH | WAT |
| AS Khroub                                                  |     | 1-0  | 0-3 | 0-0 | 3-0 | 2-2 | 0-0 | 0-0  | 2-1 | 1-5  | 1-1 | 1-0 | 2-1  | 1-0  | 1-0  | 0-2 |
| ASO Chlef                                                  | 2-0 |      | 1-1 | 3-1 | 3-1 | 0-0 | 2-1 | 2-1  | 4-2 | 2-0  | 2-1 | 1-0 | 2-1  | 1-0  | 0-2  | 3-0 |
| CA Batna                                                   | 0-0 | 2-1  |     | 0-2 | 0-0 | 1-0 | 0-0 | 0-0  | 3-0 | 3-1  | 5-1 | 1-0 | 0-0  | 0-1  | 3-2  | 1-0 |
| CR Belouizdad                                              | 4-1 | 2-1  | 0-2 |     | 0-0 | 1-3 | 1-0 | 1-2  | 2-0 | 2-0  | 4-1 | 3-1 | 1-0  | 0-0  | 1-1  | 0-0 |
| CS Constantine                                             | 2-1 | 1-3  | 2-1 | 0-0 |     | 3-2 | 0-0 | 0-0  | 1-0 | 1-2  | 3-1 | 2-1 | 3-3  | 1-1  | 4-1  | 1-1 |
| ES Sétif                                                   | 2-0 | 3-1  | 2-1 | 0-2 | 4-2 |     | 2-1 | 1-2  | 0-1 | 1-1  | 1-1 | 3-1 | 3-2  | 3-2  | 1-0  | 3-1 |
| JS Kabylie                                                 | 1-0 | 3-2  | 1-1 | 0-1 | 1-0 | 2-2 |     | 1-0  | 1-0 | 1-1  | 2-2 | 4-0 | 3-1  | 0-0  | 0-1  | 2-0 |
| JSM Béjaïa                                                 | 2-0 | 1-0  | 1-0 | 4-0 | 3-0 | 2-3 | 1-0 |      | 1-0 | 1-1  | 1-3 | 3-1 | 1-0  | 2-0  | 1-1  | 0-0 |
| MC Alger                                                   | 3-1 | 0-0  | 2-1 | 1-1 | 2-2 | 1-0 | 0-0 | 1-1  |     | 2-0  | 1-1 | 2-0 | 1-1  | 1-0  | 2-1  | 3-1 |
| MC El Eulma                                                | 1-1 | 1-1  | 1-0 | 1-2 | 1-0 | 1-3 | 1-1 | 1-2  | 2-2 |      | 3-0 | 1-0 | 4-0  | 2-1  | 1-0  | 3-1 |
| MC Oran                                                    | 3-0 | 3-1  | 1-5 | 1-0 | 2-1 | 2-4 | 1-2 | 1-0  | 0-0 | 1-1  |     | 4-0 | 1-0  | 1-1  | 1-2  | 1-3 |
| MC Saïda                                                   | 6-1 | 2-0  | 1-1 | 2-0 | 1-1 | 0-1 | 1-2 | 1-2  | 0-0 | 1-0  | 2-0 |     | 1-1  | 1-1  | 0-1  | 1-0 |
| NA Hussein Dey                                             | 1-1 | 1-1  | 1-2 | 1-2 | 0-0 | 1-2 | 0-0 | 1-0  | 2-2 | 3-1  | 0-0 | 3-0 |      | 1-2  | 2-0  | 2-1 |
| USM Alger                                                  | 2-0 | 1-0  | 1-0 | 2-0 | 1-1 | 2-0 | 1-0 | 3-4  | 3-1 | 1-0  | 2-0 | 3-2 | 2-0  |      | 0-1  | 2-1 |
| USM El Harrach                                             | 1-1 | 0-1  | 1-0 | 0-0 | 0-1 | 3-2 | 1-0 | 2-2  | 0-1 | 3-1  | 0-1 | 2-0 | 1-0  | 0-1  |      | 0-1 |
| WA Tlemcen                                                 | 1-1 | 2-1  | 2-1 | 1-1 | 4-2 | 1-0 | 1-0 | 2-0  | 2-3 | 2-0  | 4-2 | 2-2 | 0-0  | 1-1  | 2-1  |     |
| - Victoire à domicile - Match nul - Victoire à l'extérieur |     |      |     |     |     |     |     |      |     |      |     |     |      |      |      |     |

### Changements d'entraîneurs
| Équipe         | Entraîneur partant       | Départ             | Remplacé par             | Entrée en fonction | #   |
| -------------- | ------------------------ | ------------------ | ------------------------ | ------------------ | --- |
| JS Kabylie     | Moussa Saïb              | 1er septembre 2011 | Meziane Ighil            | 13 septembre 2011  | A-S |
| ASO Chlef      | Meziane Ighil            | 6 septembre 2011   | Noureddine Saâdi         | 7 septembre 2011   | A-S |
| CS Constantine | José Dutra dos Santos    | 14 septembre 2011  | Rachid Bouarrata         | 21 septembre 2011  | 10e |
| ES Sétif       | Jacques Castellan        | 19 septembre 2011  | Alain Geiger             | 23 septembre 2011  | 3e  |
| MC Oran        | Saïd Hadj Mansour        | 2 octobre 2011     | Mohamed Henkouche        | 18 octobre 2011    | 16e |
| MC Alger       | Abdelhak Benchikha       | 4 octobre 2011     | François Bracci          | 23 octobre 2011    | 11e |
| NA Hussein Dey | Nabil Medjahed           | 16 octobre 2011    | Nabil Medjahed           | 19 octobre 2011    | 15e |
| AS Khroub      | Lamine Boughrara         | 19 octobre 2011    | El Hadi Khezzar          | 22 octobre 2011    | 13e |
| USM Alger      | Hervé Renard             | 23 octobre 2011    | Didier Ollé-Nicolle      | 9 novembre 2011    | 2e  |
| NA Hussein Dey | Nabil Medjahed           | 5 novembre 2011    | Saïd Hammouche           | 10 novembre 2011   | 16e |
| MC Oran        | Mohamed Henkouche        | 10 novembre 2011   | Tahar Cherif El-Ouazzani | 11 novembre 2011   | 15e |
| MC Oran        | Tahar Cherif El-Ouazzani | 20 novembre 2011   | Mohamed Henkouche        | 20 novembre 2011   | 15e |
| CR Belouizdad  | Giovanni Solinas         | 22 novembre 2011   | Djamel Menad             | 23 novembre 2011   | 5e  |
| NA Hussein Dey | Saïd Hammouche           | 1er janvier 2012   | Chaâbane Merzekane       | 15 janvier 2012    | 16e |
| JSM Béjaïa     | Fouad Bouali             | 2 janvier 2012     | Alain Michel             | 4 janvier 2012     | 5e  |
| MC Saïda       | Toufik Rouabah           | 28 janvier 2012    | Mustapha Heddane         | 31 janvier 2012    | 15e |
| JS Kabylie     | Meziane Ighil            | 29 janvier 2012    | Mourad Karouf            | 20 février 2012    | 8e  |
| CS Constantine | Rachid Bouarrata         | 29 janvier 2012    | Rachid Belhout           | 10 février 2012    | 11e |
| USM Alger      | Didier Ollé-Nicolle      | 10 février 2012    | Meziane Ighil            | 10 février 2012    | 3e  |
| MC Alger       | François Bracci          | 11 février 2012    | Kamel Bouhellal          | 12 février 2012    | 9e  |
| AS Khroub      | El Hadi Khezzar          | 19 février 2012    | Azzedine Aït Djoudi      | 21 février 2012    | 12e |
| CA Batna       | Amer Jamil               | 19 février 2012    |                          |                    | 13e |

## Statistiques

### Classement des buteurs
| Rang | Joueur                    | Club                        | Buts | Matchs |
| ---- | ------------------------- | --------------------------- | ---- | ------ |
| 1    | Mohamed Messaoud          | ASO Chlef                   | 15   | 27     |
| 2    | Mohamed Amine Aoudia      | ES Sétif                    | 12   | 20     |
| 3    | Ahmed Messadia            | CA Batna                    | 12   | 23     |
| 4    | Ahmed Gasmi               | JSM Béjaïa                  | 11   | 21     |
| 5    | Lamouri Djediat           | USM Alger                   | 11   | 25     |
| 6    | Djamel Bouaïcha           | MC El Eulma                 | 11   | 28     |
| 7    | Charles Andriamanitsinoro | WA Tlemcen                  | 10   | 22     |
| 8    | Mohamed Seguer            | ASO Chlef                   | 10   | 26     |
| 9    | Islam Slimani             | CR Belouizdad               | 10   | 26     |
| 10   | Moustapha Djallit         | JSM Béjaïa (1) MC Alger (9) | 10   | 27     |